# Никола Нешковић
Никола Нешковић (Пожаревац, 1740 — Вршац, 1785) био је српски сликар, иконописац и портретиста.

## Живот и дело
Никола је рођен у Србији, тада турској царевини, у пожаревачкој трговачкој породици. Нешковић је деда по мајци Јована Стерије Поповића. Још као дечак је против воље родитеља похађао је радионицу једног зографа из суседства, код којег је учио занат сликара. Намере родитеља су биле да он постане трговац, када стаса за то. За време рата Аустрије против Турака отац га је склонио у Аустрију са кумом Ђуком, којем је дао приде 1000 ф. да их чува за Николу. Али када је отац умро а кум пропао, млади Нешковић је изгубивши тако сав новац, постао ученик једног вршачког живописца и одавао се своме омиљеном занату.
Једно време је био и у Пожуну који је био у то време у неку руку престоница у Угарској као помоћник неког сликара Немца. Никола је у Пожуну упознао Јована Георгијевића, будућег вршачког епископа. Када је Георгијевић изабран за владику, позвао је иконописца да дође у Вршац, у знак захвалности што му је овај пре помагао. У Вршцу се Нешковић скрасио, развио уметничку активност и након женидбе постао један од отменијих грађана Вршца, познат у народу као 'Никола молер'. Николина кћерка Јулијана била је мајка књижевника и комедиографа Јована Стерије Поповића. И отац (1776) и кћи су као образовани писали стихове. Унук Јован је саставио дедин животопис, који је објављен 1847. године, у "Гласнику Друштва српске словесности" у Београду.
Као сликар барока Нешковић је био солидан мајстор, и има своје место у плејади одличних српских сликара и уметника Јакова и Захарија Орфелина, Крачуна, Чешљара и других школованих сликара тога времена. У Вршцу је настало његово прво познато дело: копија старе иконе из манастира Шемљуга која је престављала деспота Стефана Бранковића, деспотицу Ангелину и њихове синове. Та икона је једини његов потписан рад. Исти мотив се јавља као целивајућа икона на проскомидији цркве у манастиру Крушедолу, коју је насликао "Никола Нешков" из Вршца 1753. године. Следећи познат његов рад 1762. године то је илуминирање једног рукописа под називом „Параклис Стефану Дечанском“. Године 1764. боравио је у Темишвару где је био запослен у Цркви Светог Ђорђа у кварту Фабрика. Најзначајнија сликарска целина Николе Нешковића сачувана је у Вршцу, на иконостасу тамошње придворне капеле у Владичанском двору. Ово дело довршено је 1763. године.

## Галерија
- Христово распеће, Нешковићев рад из 1780, део колекције Народног музеја
- Четири рада Николе Нешковића, део колекције Народног музеја